# Prakfalva
Prakfalva (szlovákul: Prakovce, németül: Prakendorf) község Szlovákiában, a Kassai kerület Gölnicbányai járásában.

## Fekvése
Gölnicbányától 5 km-re délnyugatra, a Gölnic-patak partján fekszik.

## Története
A település akkor keletkezett, amikor a tatárjárást követően IV. Béla németeket telepített ide. Alapítása a 14. század első felére tehető, 1368-ban „Villa Prakonis” néven említik először. Története során nevét többféle változatban használták, volt „Prakenfalu”, „Prakfalva” és „Prakendorf” is. 1465 körül a Szepesség bányásztelepülései a Szapolyaiak Szepesvári uradalmához tartoztak. A 16. század második felében a falu nagy részét Anton Roll vasgyáros vásárolta meg, aki a vas feldolgozására kohót építtetett ide. Ettől kezdve Prakfalva lakói döntően a vasgyártásból, vaskohászatból éltek. A 17-19. században a falu a Csáki család birtoka volt. 1787-ben 47 házában 282 lakos élt.
A 18. század végén Vályi András így ír róla: „PRAKENDORF. Szabad puszta Szepes Vármegyében, földes Ura Gróf Csáky Uraság, fekszik Jelnitznek szomszédságában, mellynek filiája.”
1810-ben Csáki István modernizálta a vasgyártást, a vashámorok helyett megépíttette a Ludmila nevű nagyolvasztót. Lakói a vaskohókban, illetve a környező erdőkben favágóként dolgoztak.
Fényes Elek 1851-ben kiadott geográfiai szótárában így ír a faluról: „Prakendorf, német falu, Szepes vmegyében, Göllniczhez délre 1 órányira: 407 kath. lak. Tölgyes erdő. Vashámorok. F. u. gr. Csáky. Ut. p. Lőcse.”
A trianoni diktátumig Szepes vármegye Gölnicbányai járásához tartozott.

## Népessége
| Év:            | 1994. | 2004.   | 2014.   | 2024.   |
| -------------- | ----- | ------- | ------- | ------- |
| Emberek száma: | 3405  | 3441    | 3342    | 3184    |
| Eltérés:       |       | +1,05 % | -2,87 % | -4,72 % |

| Év:            | 2023. | 2024.   |
| -------------- | ----- | ------- |
| Emberek száma: | 3189  | 3184    |
| Eltérés:       |       | -0,15 % |

1910-ben 632, többségben szlovák lakosa volt, jelentős német kisebbséggel.
2001-ben 3415 lakosából 3241 szlovák volt.
2011-ben 3397 lakosából 2885 szlovák és 141 cigány.

## Nevezetességei
- A 19. század közepén épült kápolnája.
- 1900-ban épített szecessziós stílusú római katolikus temploma.